# Zatoka Lakońska
Zatoka Lakońska (gr. Λακωνικός Κόλπος, Lakonikos Kolpos) – zatoka u wybrzeży południowej Grecji, stanowiąca część Morza Egejskiego, wcina się w południowo-wschodnią część półwyspu Peloponez, pomiędzy przylądkami Matapan na zachodzie a Malea na wschodzie. Do Zatoki Lakońskiej uchodzi rzeka Ewrotas (Eurotas), a u jej wejścia położona jest wyspa Kíthira. Znajduje się na wschód od Zatoki Meseńskiej